# Suelo flotante
Los suelos flotantes se instalan para evitar la transmisión de ruidos de impacto tales como arrastre de mobiliario, golpes diversos, pasos de las personas y/o la transmisión de ruido aéreo procedente de los locales colindantes o adyacentes.

## Características principales
Los suelos flotantes se caracterizan por:
a) la mejora del índice global de reducción acústica, ponderado A, ΔRA, en dBA;
b) la reducción del nivel global de presión de ruido de impactos, ΔLw, en dB.
Asimismo los suelos flotantes instalados en recintos de instalaciones, pueden contar con un material aislante a ruido de impactos, con amortiguadores o con una combinación de ambos de manera que evite principalmente la transmisión de las bajas frecuencias.

## Principales tipos de montaje
Directamente sobre el pavimento preexistente o sobre el forjado. El único aspecto a tener en cuenta es que la superficie que sirva de soporte no presente desniveles superiores a 1 cm
Instalación del suelo colocado directamente sobre rástreles apoyados sobre el forjado con sus elementos amortiguantes necesarios.
Apoyado sobre tacos elásticos antivibratorios.
Este montaje evita la propagación de ondas longitudinales a través de la estructura, reduce las vibraciones de la fuente y el ruido de impacto al tratarse de uniones que permiten la unión elástica entre superficies rígidas. Al tratarse de una superficie sometida a variaciones de carga es importante que tenga capacidad de recuperación y que las deformaciones no resulten excesivas, ya que podrían dañarse las superficies rígidas.

## Consejos para la ejecución de suelos flotantes
Previamente a la colocación del material aislante a ruido de impactos, el forjado debe estar limpio de restos que puedan deteriorar el material aislante a ruido de impactos.
El material aislante a ruido de impactos cubrirá toda la superficie del forjado y no debe interrumpirse su continuidad, para ello se solaparán o sellarán las capas de material aislante, conforme a lo establecido por el fabricante del aislante a ruido de impactos.
En el caso de que el suelo flotante estuviera formado por una capa de mortero sobre un material aislante a ruido de impactos y este no fuera impermeable, debe protegerse con una barrera impermeable previamente al vertido del hormigón.
Los encuentros entre el suelo flotante y los elementos de separación verticales, tabiques y pilares deben realizarse de tal manera que se eliminen contactos rígidos entre el suelo flotante y los elementos constructivos perimétricos.